# Eurozonosia fulvinigra
Eurozonosia fulvinigra är en fjärilsart som beskrevs av George Francis Hampson 1914. Eurozonosia fulvinigra ingår i släktet Eurozonosia och familjen björnspinnare. Inga underarter finns listade i Catalogue of Life.